# Карлсбадські укази
50°13′50″ пн. ш. 12°52′21″ сх. д. / 50.230556° пн. ш. 12.8725° сх. д.
Карлсбадські укази — серія реакційних указів, запроваджених у державах Німецького союзу за рішенням Бундестага 20 вересня 1819 року після конференції в курортному місті Карлсбад (нині Карлові Вари, Чехія).
Укази забороняли діяльність націоналістичних братств (нім. Burschenschaften), вимагали звільнити всіх ліберально налаштованих професорів університетів та значно збільшували цензуру преси.